# Mehrdarbietung
Mehrdarbietung ist ein Begriff aus der Entwicklungspsychologie und geht zurück auf William Stern.

## Begriffsentwicklung
Stern verwandte diesen Begriff erstmals in seiner Psychologie der frühen Kindheit bis zum sechsten Lebensalter. Darin stellte er das Lernen des Spielkindes dem des Schulkindes gegenüber und war der Meinung, man solle im Kindergarten und in der Schule neben dem systematischen Anpassungslernen das Prinzip der Mehrdarbietung, also der unbewussten Lernauslese wahren, damit das Kind, den Gesetzen seiner eigenen psychischen Natur folgend und nach den fortschreitenden Bedürfnissen seiner Entwicklung, aus der Fülle der Eindrücke das ihm Zusagende und Ansprechende auslesen könne. Die vom Kinde ständig neu aufgenommenen Inhalte und ihre häufige Wiederholung bewirkten schließlich eine Vorbereitung für ein späteres Verstehen und Beherrschen von vorerst Unverstandenem, das sich mit der Zeit schon klären und sich geradezu als Ferment für ein künftiges Verstehen erweisen werde.
Diesen allgemeinen Grundsatz der Mehrdarbietung hat mehr als ein Jahrzehnt später Ottomar Wichmann in seinen Untersuchungen über die Beziehung von Allgemeiner Pädagogik und Fachwissenschaft wieder aufgenommen. Ausgangspunkt war für ihn die Konvergenztheorie über die kindlichen Apperzeptionsvorstellungen. Mehrdarbietung im pädagogischen Sinne konkretisiert sich einerseits in der Geltendmachung eines bestimmten Wissens und Könnens und in der Zugänglichmachung geistiger Gehalte und Möglichkeiten, andererseits in einer „grundsätzlichen unbedingten (ideellen) Wertungsmöglichkeit, wie sie sich in Persönlichkeiten und Gemeinschaften, in geschichtlichen Gebilden und Geschehnissen, in religiösen, künstlerischen und dichterischen Schöpfungen darstellt und für den innersten, ganzheitlichen Freiheits- und Selbstheits-, Persönlichkeits- und Gemeinschaftsdrang wirksam wird.“
In den fünfziger und sechziger Jahren ist dieser Grundsatz der Mehrdarbietung durch das pädagogische Problem der Verfrühung bzw. der Überforderung von Wolfgang Kramp wieder aufgegriffen worden. Wegen der mit diesem Begriff Mehrdarbietung verbundenen methodischen und unterrichtlichen Assoziation hat Kramp eine durchgehende Verwendung abgelehnt. Stattdessen versuchte er, die Voraussetzungen einer „Theorie der Vorwegnahme“ zu klären, indem der Begriff Mehrdarbietung synonym mit dem der Vorwegnahme verwendet wird. Dabei unterscheidet er vier Grundformen der Vorwegnahme:
- die personale Repräsentation
- die deiktische Mehrdarbietung
- die Vorwegnahme des Erziehungsziels
- Repräsentation und Vorvollzug in der Erziehungsgemeinschaft.

Nach diesem kurzen Exkurs lässt sich Mehrdarbietung im ursprünglichen Sinne beschreiben und verstehen als unbewusste Lernauslese, wobei das Kind aus der Fülle der Eindrücke das ihm Zusagende und Interessierende gemäß seiner Entwicklung ausliest und aufnimmt, wobei die ständig aufgenommenen neuen Inhalte und ihre häufige Wiederholung schließlich eine Vorbereitung für ein späteres Verstehen und Beherrschen auch von vorerst Unverstandenem bewirken. Besonders Kinder im Vorschulalter neigen zu einem Vorauslernen wollen. Diese Art des Lernens erfordert ein Geben der Erwachsenen, für das der Begriff Mehrdarbietung konstitutiv ist.
Mehrdarbietung ist keinesfalls als psychischer Ternär für die Aneignung geistiger Inhalte im Sinne eines didaktischen Formalstufensystems anzusehen, in dem ein unterrichtliches Nacheinander von Darbietung, Vertiefung und Anwendung die Inhalte an den Lernenden heranträgt. Vielmehr ist „Mehrdarbietung“ als Prinzip und als generalisierender Begriff aufzufassen, der sowohl erzieherische als auch bildende Akte umfasst. Wir haben es im Grunde mit einem pädagogischen Vorgriff zu tun, der sich in vielen Fällen ungewollt ergibt, manchmal sogar wünschenswert ist oder sich unter Umständen als pädagogisch notwendig erweist. Bei diesem Vorgehen lassen sich Verfrühungen, die oftmals als Überforderungen auftreten, nicht ausschließen. Hierbei kann vieles über das Verständnis des Lernenden hinausgehen in der Hoffnung, das Dargebotene und Zugemutete werde sich später noch mit adäquatem Verständnis erfüllen. Wenn sich das Prinzip der Mehrdarbietung als ein grundlegendes pädagogisches Phänomen erweist, kann man davon ausgehen, dass in der Geschichte der Pädagogik alle bedeutenden Pädagogen wie Jean-Jacques Rousseau, Jean Paul, Johann Heinrich Pestalozzi, Johann Friedrich Herbart oder Friedrich Schleiermacher, die über Erziehung nachgedacht und geschrieben haben, auch Aussagen zu diesem Problem machten.
Will man eine vorläufige Charakterisierung beziehungsweise Systematisierung von Mehrdarbietung geben, so ließen sich drei Formen benennen, die die Bereiche Lernen und Verhalten abdecken: die pädagogische Mehrdarbietung, die ideelle Mehrdarbietung und die deiktische Mehrdarbietung.

### Pädagogische Mehrdarbietung
Diese Begriffsverwendung ist mit methodischen und unterrichtlichen Assoziationen verbunden. Mehrdarbietung kann in der Lehrweise eines Lehrers mit autoritativem Charakter und in Schulen mit einer erklärten Bestimmtheit der Anforderungen auftreten. Insbesondere in dem Vorgriffscharakter der Sprache liegt ein „Mehr“ insofern, als durch das vermeintlich Unverstandene für das Kind auf eine unmerkliche Weise eine Vorbereitung künftigen Verständnisses angebahnt wird.

### Ideelle Mehrdarbietung
Wesenhaft für ideelle Mehrdarbietung ist das gesamte Leben, die gesamte seelische Entwicklung des Kindes in Berührung mit den umgebenden Persönlichkeiten und den von ihnen repräsentierten Werten und dem sie tragenden Gemeinschaftsgefühl sowie die Eigenart des Wollens, Denkens, Fühlens und Handelns durch eine solche sich darbietende Weise des Menschseins.

### Deiktische Mehrdarbietung
Deiktische Mehrdarbietung konkretisiert sich in einem meinenden, zeigenden und deutenden Gebaren der Erwachsenen im Umgang mit dem Kinde. (Geltendmachung und Bezeichnen eines überragend Gegenständlichen; Begriffsvermittlung)